# Nécropole de Derveni
La nécropole de Derveni est un site archéologique grec situé en Macédoine, à quelques kilomètres au nord de Thessalonique. Elle a été découverte fortuitement en 1962. Les tombes datent de la deuxième moitié du IVe siècle av. J.-C. Le mobilier trouvé dans les fouilles est conservé au Musée archéologique de Thessalonique ; la nécropole est célèbre pour l'importance et la richesse du mobilier qui y a été trouvé, surtout le cratère de Derveni et le papyrus de Derveni.

## Les fouilles
Le 15 janvier 1962, une tombe est découverte à l'occasion de travaux d'élargissement de la route nationale reliant Thessalonique à Kavala, à une dizaine de kilomètres au nord de Thessalonique, au col de Derveni, où passait à l'époque romaine la via Egnatia, non loin du site de l'antique Lété ; le lendemain, on trouve une autre tombe. Une fouille systématique est alors entreprise, sous la direction de C. I. Makaronas, de janvier à août 1962 ; elle dégage cinq autres tombes.
C. I Makaronas ne donna qu'un compte rendu succinct de la fouille en 1963. Il fallut attendre 1997 pour avoir une publication exhaustive par P. G. Themelis et G. P. Touratsoglou.

## Les tombes
Les sept tombes sont numérotées en lettres grecques de Α à Η.
Tombe Α.
2,07 x 0,90 m, prof. : 1,08 m. Tombe à ciste recouverte d'une dalle. Sur la dalle couvrant cette tombe a été retrouvé, parmi les restes du bûcher funéraire, le papyrus de Derveni, un rouleau partiellement carbonisé. La tombe elle-même contenait une grande abondance de vases en bronze ou en poterie, dont le cratère en bronze contenant les cendres résultant de l'incinération, ainsi que des bijoux et de menus objets.
Tombe Β.
3,06 x 1,53 m, prof. : 1,62 m. Tombe à ciste recouverte d'une dalle, la plus soignée et la plus riche. C'est dans cette tombe qu'a été trouvé le fameux cratère de Derveni. Le cratère contenait, outre les cendres de la crémation, des bijoux en or, les restes d'une couronne dorée et un quart de statère d'or de Philippe II de Macédoine. Des vases d'argent, de bronze et de céramique, des armes et d'autres objets faisaient également partie du mobilier.
Tombe Γ.
Tombe à ciste pillée.
Tombe Δ.
2,40 x 1,80 m, prof. : 1,50 m. Tombe à ciste recouverte d'un plafond en bois, écroulé au moment de la découverte.
Tombe Ε.
Tombe à ciste.
Tombe Ζ.
Tombe à ciste. Elle contenait notamment un vase en argent.
Tombe Η.
Tombe à fosse.
Les parois des tombes Α, Β et Δ étaient recouvertes d'un enduit et peintes. La tombe Α contenait les restes d'un homme, tandis que les tombes Β et Δ abritaient chacune ceux d'un homme et d'une femme. La richesse du mobilier ainsi que les armements et pièces de harnachement retrouvés indiquent que les défunts appartenaient à l'aristocratie.
Les tombes Ε, Ζ et Η étaient moins riches.